# Acroria viridirena
Acroria viridirena là một loài bướm đêm trong họ Noctuidae.